# Serruria hirsuta
Serruria hirsuta är en tvåhjärtbladig växtart som beskrevs av Robert Brown. Serruria hirsuta ingår i släktet Serruria och familjen Proteaceae. Inga underarter finns listade i Catalogue of Life.